# エスター・ワートハイマー
エスター・ワートハイマー（Esther Wertheimer 1926年 - 2016年8月18日）は、ポーランド出身の彫刻家。

## 経歴
ポーランドのウッチ生まれであるが、人生のほとんどをカナダのモントリオールで過ごしている。モントリオール、オーストリア、イタリア、ヴァーモント州のゴダードカレッジで教育を受けた。

## 作品
- プリマベーラ（福岡市市庁舎前、1992年）
- カフタン (箱根彫刻の森美術館)
- 「Seven Dancers」
- 「Airborn」
- 「Equality」